# Akademischer Forstgarten Gießen

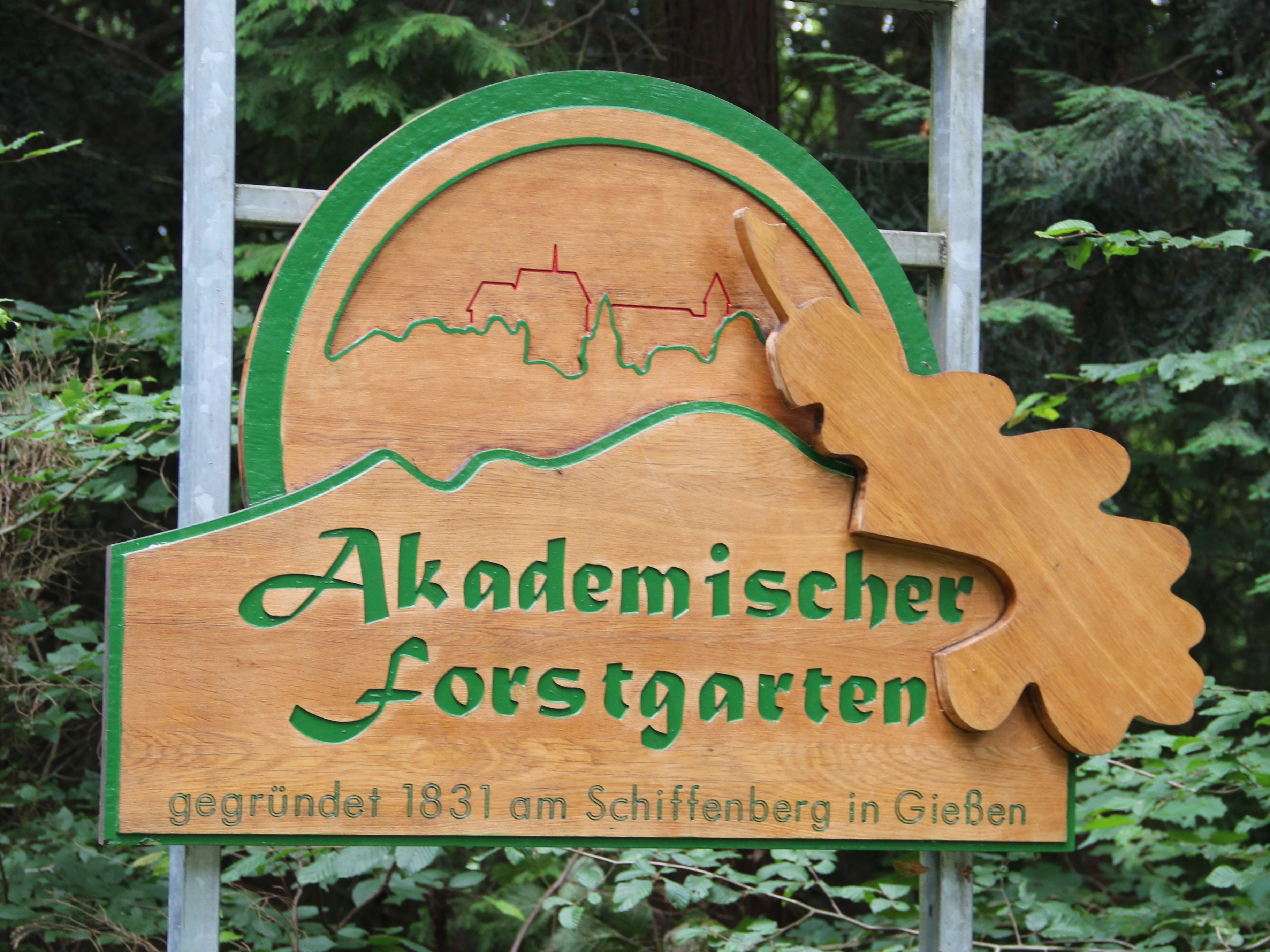

El Akademischer Forstgarten Gießen (en español "Jardín Académico de Investigación de Gissen"), es un arboreto y jardín botánico histórico de Gießen, Alemania.

## Localización
Se ubica en la zona boscosa de « Schiffenberger Wald » en "Schiffenberger Weg", Gießen, Hesse, Deutschland-Alemania.50°33′26.1″N 8°42′51.12″E / 50.557250, 8.7142000
Se encuentra abierto a diario, sin tarifa de entrada.

## Historia

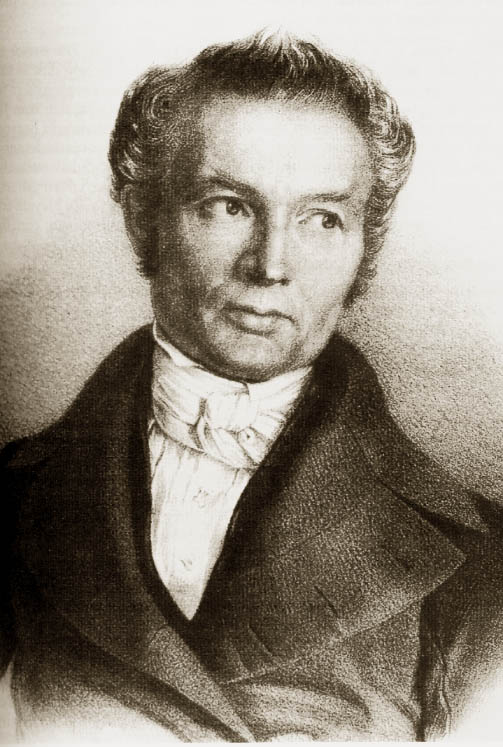
Carl Justus Heyer.

El jardín tiene su inicio en 1778, fecha en la que la universidad de Giessen añadió estudios de silvicultura, haciéndole el departamento más antiguo de tales estudios en el mundo, y creando su primer jardín del bosque en 1802. En 1825 el maestro en silvicultura Karl von Gall creó el jardín actual con un área de 0.5 hectáreas, que para 1830 albergaba unas 400 variedades de plantas del bosque, 
incluyendo muchos árboles extranjeros. El "Colegio del bosque de Hessen" fue fundado en 1825, y asimilado dentro de la universidad en 1831. El profesor Carl Justus Heyer, que dirigió el jardín a partir de 1830 al 1831 y de 1835 a 1856, era también responsable del Jardín Botánico de Giessen. Para 1877 el jardín del bosque había sido agrandado a 5.7 hectáreas, y fue incrementada su extensión otra vez en 1883.
Sin embargo, en 1938 el Instituto Forestal fue trasladado a la Universidad de Göttingen, y el "Akademischer Forstgarten Gießen" quedó abandonado. En la actualidad todavía contiene más de 200 especies de árboles y arbustos. 